# Лю Чуньхун
Лю Чуньхун (кит. 刘春红 род. 29 января 1985 года, Яньтай) — китайская тяжелоатлетка, член национальной сборной. Олимпийская чемпионка  2004 года. Является двукратной чемпионкой мира 2003 и 2005 годов, в 2007 году выиграла серебро. Выступает в весовой категории до 69 кг.
На Олимпийских играх 2008 года стала первой, но из-за нарушения антидопинговых правил, золото перешло к российской тяжелоатлетке Оксане Сливенко. Установленные Лю Чуньхун олимпийские и мировые рекорды (128 кг в рывке, 158 кг в толчке и 286 кг по сумме упражнений) были аннулированы.